# Raymond Leforestier de Vendeuvre
Pour les autres membres de la famille, voir Famille Le Forestier de Vendeuvre.
Raymond Leforestier de Vendeuvre, né le 23 août 1813 à Manneville-la-Pipard (Calvados) et mort le 20 mars 1887 à Paris, est un général et un homme politique français. Il est député du Calvados de 1877 à 1881.

## Biographie
Raymond Leforestier de Vendeuvre est né à Manneville-la-Pipard le 23 août 1813. Il est le fils de l'ancien maire de Caen, Augustin Le Forestier, comte de Vendeuvre. Il entre à Saint-Cyr en 1831. Il fait ensuite sa carrière dans la cavalerie. Il fait la campagne d'Algérie du 5 mars 1848 au 3 septembre 1849. Colonel commandant le 1er régiment de cuirassiers, il se distingue lors de la bataille de Frœschwiller-Wœrth. Il est alors nommé général de brigade le 25 août 1870. Il est fait prisonnier à Sedan le 2 septembre 1870. De 1872 à 1875, il est commandant militaire de la place de Caen.
Il se présente aux élections législatives de 1877 dans la première circonscription du Calvados avec le soutien de l'ensemble des conservateurs. Il ne se représente pas en 1881.
Il meurt à Paris le 20 mars 1887.

## Distinctions
- Commandeur de la Légion d'honneur (décret du 10 septembre 1868)

## Sources
- « Raymond Leforestier de Vendeuvre », dans Adolphe Robert et Gaston Cougny, Dictionnaire des parlementaires français, Edgar Bourloton, 1889-1891 [détail de l’édition]